# Dịch cân kinh

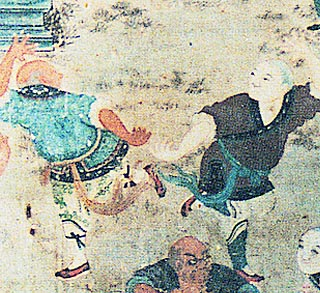
Hình vẽ trên tường chùa Thiếu Lâm

Đạt Ma Tổ Sư diện bích 9 năm

Dịch cân kinh (chữ Hán:易筋經; nghĩa là "cuốn kinh chỉ phép co duỗi gân") là tên gọi rút gọn của Dịch cân tẩy tủy kinh hay có nơi gọi là Đạt Ma dịch cân kinh, là một cuốn sách võ thuật dạy cách thổ nạp chân khí, nhằm cường thân kiện thể, trường sinh.
Dịch Cân Kinh và Tẩy Tủy Kinh là hai phần phân biệt lần lượt là Tiền bộ và Hậu bộ của bộ kinh.